# Verbandsgemeinde Wallmerod

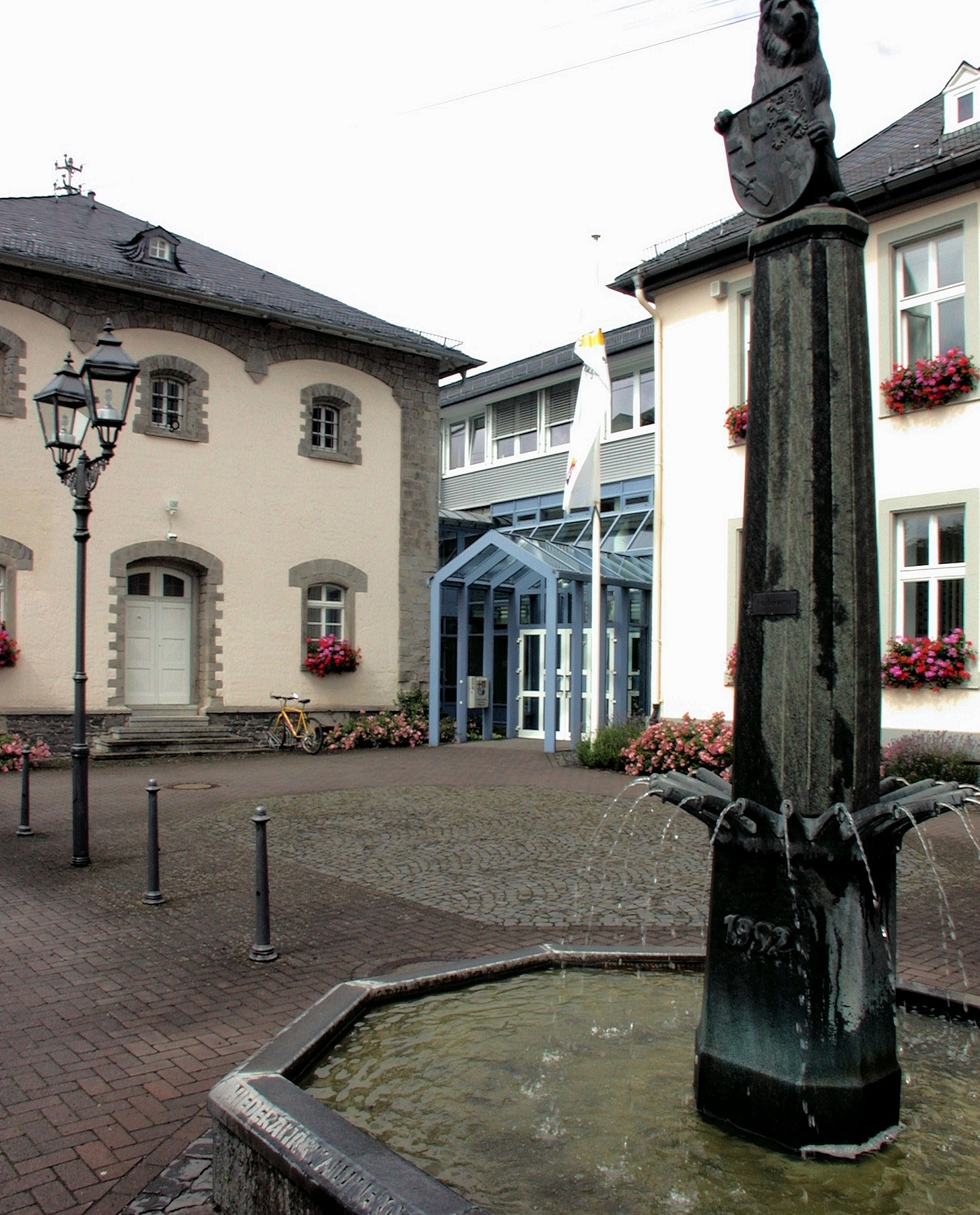
Rathaus der Verbandsgemeinde Wallmerod

Die Verbandsgemeinde Wallmerod  ist eine Gebietskörperschaft im Westerwaldkreis in Rheinland-Pfalz. Der Verbandsgemeinde gehören 21 eigenständige Ortsgemeinden an. Der Verwaltungssitz ist in der namensgebenden Gemeinde Wallmerod.

## Verbandsangehörige Gemeinden
| Ortsgemeinde                | Fläche (km²) | Einwohner |
| --------------------------- | ------------ | --------- |
| Arnshöfen                   | 2,94         | 175       |
| Berod bei Wallmerod         | 3,92         | 551       |
| Bilkheim                    | 2,65         | 466       |
| Dreikirchen                 | 3,70         | 1.036     |
| Elbingen                    | 2,29         | 365       |
| Ettinghausen                | 2,38         | 325       |
| Hahn am See                 | 3,70         | 410       |
| Herschbach (Oberwesterwald) | 4,63         | 949       |
| Hundsangen                  | 7,63         | 1.974     |
| Kuhnhöfen                   | 1,68         | 145       |
| Mähren                      | 1,59         | 217       |
| Meudt                       | 14,69        | 1.899     |
| Molsberg                    | 3,65         | 451       |
| Niederahr                   | 4,03         | 808       |
| Oberahr                     | 4,27         | 561       |
| Obererbach                  | 2,60         | 506       |
| Salz                        | 4,96         | 875       |
| Steinefrenz                 | 4,86         | 771       |
| Wallmerod                   | 2,66         | 1.511     |
| Weroth                      | 2,52         | 572       |
| Zehnhausen bei Wallmerod    | 1,57         | 189       |
| Verbandsgemeinde Wallmerod  | 82,93        | 14.756    |

(Einwohner am 31. Dezember 2023)

## Geschichte
Die Verbandsgemeinde Wallmerod wurde auf der Grundlage des Zwölften Landesgesetzes über die Verwaltungsvereinfachung im Lande Rheinland-Pfalz vom 1. März 1972 am 22. April 1972 aus 15 Ortsgemeinden des Oberwesterwaldkreises und fünf Ortsgemeinden des Unterwesterwaldkreises neu gebildet und wirkte somit anfangs auf dem Gebiet zweier Landkreise, was sich erst änderte, als im Jahr 1974 der Westerwaldkreis neu entstand. Der Ort Wallmerod wurde als Verwaltungssitz gewählt, weil er bereits über eine Tradition als Sitz eines Amtsgerichts verfügte.
Die Gemeinde Hundsangen wollte 1970 aufgrund der starken Bindungen in den Raum Limburg-Hadamar zum Nachbarland Hessen wechseln, was allerdings im Januar 1972 an dem Nichtausstellen der entsprechenden Genehmigung von Seiten Rheinland-Pfalz scheiterte, da man eine Sogwirkung für weitere Gebiete befürchtete.
Die Gemeinden Elbingen und Mähren (Westerwald), die bei der Bildung der Verbandsgemeinde Wallmerod noch die Gemeinde Elbingen-Mähren bildeten, wurden am 1. Januar 1994 wieder zu selbständigen Gemeinden. Beide Gemeinden verblieben in der Verbandsgemeinde.

## Bevölkerungsentwicklung
Die Entwicklung der Einwohnerzahl bezogen auf das heutige Gebiet der Verbandsgemeinde Wallmerod; die Werte von 1871 bis 1987 beruhen auf Volkszählungen:
| Jahr | Einwohner |
| 1815 | 5.671     |
| 1835 | 7.489     |
| 1871 | 8.011     |
| 1905 | 7.915     |
| 1939 | 8.823     |
| 1950 | 9.602     |

| Jahr | Einwohner |
| 1961 | 9.677     |
| 1970 | 11.026    |
| 1987 | 11.714    |
| 1997 | 14.114    |
| 2005 | 14.918    |
| 2023 | 14.756    |

## Politik

### Verbandsgemeinderat
Der Verbandsgemeinderat Wallmerod besteht aus 28 ehrenamtlichen Ratsmitgliedern, die bei der Kommunalwahl am 9. Juni 2024 in einer personalisierten Verhältniswahl gewählt wurden, und dem hauptamtlichen Bürgermeister als Vorsitzendem.
Die Sitzverteilung im Verbandsgemeinderat:
| Wahl | SPD | CDU | Grüne | FDP | FWG | Gesamt   |
| ---- | --- | --- | ----- | --- | --- | -------- |
| 2024 | 3   | 15  | 3     | 2   | 5   | 28 Sitze |
| 2019 | 4   | 12  | 4     | 3   | 5   | 28 Sitze |
| 2014 | 5   | 15  | 2     | 1   | 5   | 28 Sitze |
| 2009 | 5   | 16  | 2     | 1   | 4   | 28 Sitze |
| 2004 | 5   | 18  | 1     | –   | 4   | 28 Sitze |

- FWG = Freie Wählergruppe der Verbandsgemeinde Wallmerod e. V.

### Bürgermeister
Klaus Lütkefedder (CDU) wurde am 1. Januar 2010 Bürgermeister der Verbandsgemeinde Wallmerod. Bei der Direktwahl am 7. Mai 2017 wurde er mit einem Stimmenanteil von 88,30 % für weitere acht Jahre in seinem Amt bestätigt. Lütkefedder ist Nachfolger von Jürgen Paulus (CDU).

### Wappen
Die Wappenbeschreibung lautet: „Geviert von Silber und Blau
1. ein durchgehendes, rotes Balkenkreuz
2. ein aufrecht schreitender, rotbewehrter, goldener Löwe
3. ein schrägliegender, silberner Tonspaten mit wachsendem, goldenem Stiel
4. eine wachsende Gruppe von vier, 1 : 2 : 1 aufeinandergerückten, schwarzen Basaltsäulen mit sechseckigen Querschnitten.“[9]

## Wirtschaft
Vor allem Ton-, aber auch Basaltvorkommen waren über viele Jahre hinweg von zentraler Bedeutung für die Wirtschaft im Gebiet der heutigen Verbandsgemeinde.
Die Verbandsgemeinde verfügt über ein Integriertes Klimaschutzkonzept.

## Bildung
Im Gebiet der Verbandsgemeinde gibt es acht Kindergärten, sechs Grundschulen und die Realschule plus Salz.